# 酢締め
酢締め（すじめ）は魚の調理法の1つ。
塩締めした魚を合わせ酢（酢と塩や砂糖などを合わせたもの）に浸けて身を締める調理法である。〆鯖が代表的な料理。
もともとは保存のための調理法であったが、塩締めして素材の水分を減らしたところへ酢による調味と素材の変質させ滋味を与える調理法となった。加熱による調理法と同じく弱い酢に長時間漬ける（弱火で長時間加熱）、強い酢に短時間漬ける（強火で短時間加熱）など、素材の量や質、保存性を重視するか否かなどの目的によってさまざまな調理法がある。〆鯖を例にすると、強めの酢に1時間ほど漬け、引き上げて1日寝かせるわけで、「素材の表面を加熱し、余熱で中心まで調理する」に相当する調理法となる。